# Сриниваса Рамануджан
Това тамилско име е без фамилия: Рамануджан е личното име, Сриниваса е бащиното име.
Сриниваса Рамануджан (на английски: Srinivasa Ramanujan) е индийски математик, живял по време на британското управление на Индия.
Въпреки че няма почти никакво официално образование в областта на чистата математика, той има съществени приноси към математическия анализ, теорията на числата, безкрайните редове, верижните дроби и други, включително решения на математически проблеми, смятани допреди това за нерешими.

## Биография
Роден е на 22 декември 1887 в град Ирод, тогава част от Британска Индия. Рамануджан в началото прави математическите си разработки изолирано, но в търсене на математици, които по-добре да разбират естеството на работите му, през 1913 година започва епистоларно сътрудничество с английския математик Годфри Харолд Харди от Кеймбриджкия университет. Разпознавайки изключителния характер на трудовете, които Рамануджан му изпраща, Харди организира пътуването на Рамануджан до Кейбридж. В бележките си Рамануджан е достигнал до основополагащи математически твърдения, за някои от които Харди казва, че са били напълно непосилни за него и колегите му.
По време на краткия си жизнен път, Рамануджан самостоятелно достига до почти 3900 математически резултата, повечето от които тъждества и уравнения. Много от тях са напълно нови, оригинални и изключително нетрадиционни резултати, като тези свързани с простите числа на Рамануджан, тита функция на Рамануджан, формулите за разлаганията на целите числа, псевдо-тита функцията и други, които разкриват изцяло нови области на изследвания и вдъхновяват математиците за множество произтичащи от тях изследвания. Почти всичките му твърдения днес вече са формално доказани, че са коректни. Основаното в негова чест рецензирано научно списание „The Ramanujan Journal“ публикува трудове във всички области на математиката, повлияни от работите на Рамануджан, както и трудовете от неговите тетрадки, съдържащи резюмета на публикуваните и непубликуваните му резултати, анализирани и изследвания в продължение на десетилетия след смъртта му като източник на математически идеи. Към 2011 – 2012 г., изследователите на творчеството на Рамануджан непрекъснато откриват, че прости коментари в писанията му като „очевидни свойства“ и „подобни резултати“ за някои от откритията му са сами по себе си задълбочени и елегантни резултати в теорията на числата, които цял век след смъртта му остават неподозирани и чиито доказателства се опират на работи, публикувани едва през 2006 г.
Рамануджан става един от най-младите членове на британското Кралско научно дружество и едва вторият индиец с такава титла, както и първият индиец получил почетно членство на кеймбриджкия колеж „Тринити“. От оригиналните му писма, Харди заявява, че е бил достатъчен да покаже, че са писани от математик от най-висок калибър, сравнявайки Рамануджан с други гении на математиката като Ойлер и Якоби.
През 1919 г. лошото здравословно състояние (за което днес се смята, че е чернодробна амебиаза, усложнение от дизентерия, прекарана много години преди това) принуждава Рамануджан да се завърне в Индия, където умира на 26 април 1920 г. на 32-годишна възраст. Последните му писма до Харди, датирани към януари 1920 г., показват, че той продължава да предлага нови математически идеи и теореми. Неговата „изгубена тетрадка“, съдържаща откритията от последната година от живота му, предизвиква истинска еуфория сред математиците, когато бива открита през 1976 г.
Дълбоко религиозен, Рамануджан отдава изключителните си математически способности на божията промисъл и твърди, че математическото познание му се разкрива от богинята, закрилница на семейството му. Веднъж той казва „Едно уравнение за мен няма никакъв смисъл, ако не изразява божествена мисъл“.

## Научни интереси и резултати
Неговите математически интереси са много широки. Това са магически квадрати, кръгови квадрати, безкрайни редове, гладки числа, разделени числа, хипергеометрични функции, специални суми и функции, които сега носят името му, някои интеграли, елипсовидни и модулация функции.
Намерил е някои частни решения на уравнението на Ойлер. Около 120 теореми (най-вече под формата на изключително сложни идентичности). Сред съвременните математици Рамануджан се счита за най-големия ценител на верижни фракции в света. Един от най-забележителните резултати на Рамануджан в тази област е формулата, че сумата от прост броен ред с верижна снимка е точно изразът, в който произведението присъства. {\displaystyle e} На {\displaystyle \pi }:
{\displaystyle 1+{\frac {1}{1\cdot 3}}+{\frac {1}{1\cdot 3\cdot 5}}+{\frac {1}{1\cdot 3\cdot 5\cdot 7}}+{\frac {1}{1\cdot 3\cdot 5\cdot 7\cdot 9}}+\ldots +{\frac {1}{1+\displaystyle {\frac {1}{1+\displaystyle {\frac {2}{1+\displaystyle {\frac {3}{1+\displaystyle {\frac {4}{1+\displaystyle {\frac {5}{1+\ldots }}}}}}}}}}}}={\sqrt {\frac {e\cdot \pi }{2}}}}
Математиците са добре запознати с формулата за изчисляване, получена от Рамануджан през 1910 г. от разлагане на Аркустангенс в реда на Тейлър:
{\displaystyle \pi ={\frac {9801}{2{\sqrt {2}}\sum \limits _{k=0}^{\infty }\displaystyle {\frac {(4k)!}{(k!)^{4}}}\times \displaystyle {\frac {[1103+26390k]}{(4\times 99)^{4k}}}}}}
Още при обобщаване на първите 100 елемента ({\displaystyle {\displaystyle k=100}}) тази серия постига точност в шестстотин правилни значими числа.
Примери за безкрайните суми, открити от Рамануджан:
{\displaystyle 1-5\left({\frac {1}{2}}\right)^{3}+9\left({\frac {1\times 3}{2\times 4}}\right)^{3}-13\left({\frac {1\times 3\times 5}{2\times 4\times 6}}\right)^{3}+\ldots ={\frac {2}{\pi }}}
{\displaystyle 1+9\left({\frac {1}{4}}\right)^{4}+17\left({\frac {1\times 5}{4\times 8}}\right)^{4}+25\left({\frac {1\times 5\times 9}{4\times 8\times 12}}\right)^{4}+\cdots ={\frac {2^{\frac {3}{2}}}{\pi ^{\frac {1}{2}}\Gamma ^{2}\left({\frac {3}{4}}\right)}}}
Тези невероятни формули са едни от тези, които предлага в първото писмо до Харди.
Другите формули на Рамануджан са не по-малко елегантни:
{\displaystyle {\sqrt {1+2{\sqrt {1+3{\sqrt {1+4{\sqrt {1+\ldots }}}}}}}}=3}
{\displaystyle x^{3}+y^{3}+z^{3}=w^{3}}, където
{\displaystyle x=3a^{2}+5ab-5b^{2}}
{\displaystyle y=5a^{2}-5ab-3b^{2}}
{\displaystyle z=4a^{2}-4ab+6b^{2}}
{\displaystyle w=6a^{2}-4ab+4b^{2}}

## Признаване и оценка
Харди остро коментира резултатите, съобщени му от Рамануджан: „Те трябва да са верни, защото ако не са верни, никой няма да има въображението да ги изобретява.“ Неговите формули понякога се появяват в съвременните части на науката, за които в негово време никой дори не се досеща.
Самият Рамануджан каза, че формулите се появяват по време на сън или молитва.
За да се запази наследството на този невероятен математик, през 1957 г. Институтът за фундаментални изследвания на Тата публикува двутомна снимка с фотокопия на своите чернови.

## Галерия
- Родното място на Рамануджан в Ирод
- Домът му в Кумбаконам
- Бюст-паметник в Колката
- Бюст-паметник в Тирупати

|  | Тази страница частично или изцяло представлява превод на страницата Srinivasa Ramanujan в Уикипедия на английски. Оригиналният текст, както и този превод, са защитени от Лиценза „Криейтив Комънс – Признание – Споделяне на споделеното“, а за съдържание, създадено преди юни 2009 година – от Лиценза за свободна документация на ГНУ. Прегледайте историята на редакциите на оригиналната страница, както и на преводната страница, за да видите списъка на съавторите. ВАЖНО: Този шаблон се отнася единствено до авторските права върху съдържанието на статията. Добавянето му не отменя изискването да се посочват конкретни източници на твърденията, които да бъдат благонадеждни. |